# Icing the Kicker
Icing the Kicker ist ein dem American Football zuzuordnender Begriff, der die Vornahme einer Auszeit bezeichnet, mit welcher man den Kicker verunsichern möchte.
Insbesondere kurz vor entscheidenden Field-Goal-Versuchen nehmen Trainer ein Timeout, um so den Ablauf und die Vorbereitung des Kickers zu stören. Dabei ist zu beachten, dass die Auszeit erst kurz vor dem Snap genommen wird. Die Zeit, in welcher der Kicker über das Field Goal nachdenkt, kann zu einem vergebenen Versuch führen. Die Erfolgsaussichten sind dabei jedoch fraglich.